# Aeronautes
Aeronautes är ett släkte fåglar i familjen seglare med tre arter som förekommer i Nord- och Sydamerika:
- Brokseglare (A. saxatilis)
- Vitmönstrad seglare (A. montivagus)
- Andinsk seglare (A. andecolus)